# بن گجگ
بن گجگ، روستایی از توابع بخش مرکزی شهرستان منوجان در استان کرمان ایران است.

## جمعیت
این روستا در دهستان نورآباد قرار دارد و براساس سرشماری مرکز آمار ایران در سال ۱۳۸۵، جمعیت آن ۳۶ نفر (۷خانوار) بوده‌است.